# 奧斯坦德宣言
《奧斯坦德宣言》（英語：Ostend Manifesto），別稱《奧斯坦德通告》（英語：Ostend Circular），是美國駐英國、法國、西班牙公使於1854年11月草擬的文件，當中列出多項美國必須從西班牙手上購買古巴的理由，同時暗示如果西班牙拒絕提案，美國就應該向西班牙宣戰。長久而來，併吞古巴一直是美國蓄奴擴張主義者的目標。在國家層面上，只要該島不落入英法等歐洲強國手上，美國領導人就滿足於讓該島繼續留在弱小的西班牙手中。《奧斯坦德宣言》提出了外交政策的轉變，為以國家安全的名義使用武力奪取古巴鋪路。它源於美國國內對奴隸制、「昭昭天命」信條、門羅主義的爭論，因為奴隸主為了擴大奴隸制而尋求新的領土。
在親南方民主黨人富兰克林·皮尔斯執政期間，南方擴張主義者呼籲把古巴視作蓄奴州來併吞。但是，在堪薩斯-內布拉斯加法案通過後所誘發的連串暴力事件，使政府不確定如何進行才能在政治上取得平衡。在國務卿威廉·L·馬西的要求下，美國駐西班牙公使皮埃爾·蘇勒、駐英國公使詹姆斯·布坎南、駐法國公使約翰·梅森三人在比利時奧斯坦德秘密會面，就美國古巴政策交換意見，三人後於普魯士王國亚琛起草會議報告。文件於11月送抵華盛頓，概述了美國購買古巴對每個國家都有利的原因，並聲稱如果西班牙拒絕出售，美國將有理由從西班牙手中奪取該島。但令馬西懊惱的是，張揚的蘇勒未有保密會議內容，令歐洲和美國媒體即使不知道結果也很清楚會面過程。
最終，皮雅斯政府在眾議院的迫令下公開了相關文件。這份被稱作《奧斯坦德宣言》的文件在發布後，便引來北方諸州以及歐洲多國口誅筆伐。皮雅斯政府遭受重大挫折，宣言內容更成為北方人反對奴隸制的口號。直到南北戰爭結束後30年，所謂的古巴問題才再次成為全國矚目的焦點。

## 歷史背景
古巴距離美國佛羅里達州海岸線140（90英里），曾被數屆美國總統政府討論併吞。约翰·昆西·亚当斯和托马斯·杰斐逊都對古巴有極大興趣。亞當斯在擔任國務卿期間曾指古巴「對於聯邦商業和政治利益變得極為重要」。亞當斯後來更將古巴和波多黎各形容為「北美大陸的天然附屬物」，併吞古巴「對聯邦本身的延續和完整性不可或缺」。在西班牙帝國的影響力日漸下滑之際，美國政府高層害怕古巴的控制權會落入歐洲強國手上（特別是大英帝國），並以此為跳板攻打美國本土，因此亞當斯在1823年把「不轉讓」政策確立為美國外交政策的基本原則：在美國有能力併吞或扶持當地獨立政府之前，仍希望古巴是西班牙殖民地。然而，杰斐逊、亨利·克萊、约翰·卡德威尔·卡尔霍恩、詹姆斯·门罗甚至亞當斯自己均認為此為權宜之計，以阻止歐洲侵略該島，或施壓西班牙要求將其出售。
古巴對於南方民主黨人來說特別重要，他們認為讓另一個奴隷制國家加入聯邦最符合自身經濟和政治利益。古巴奴隸制的存在、蔗糖為主的種植園經濟以及其地理位置，均容易受到南方的影響。當時，美國南方奴隸主的經濟地位正受到廢奴主義者的威脅；若然古巴加入美國，奴隸主的地位便會得到增強。雖然有不少居民遷往北方工業中心，導致北方控制了以人口為基礎的眾議院，但南方的政治家們仍試圖維持參議院的權力平衡，因為每州在參議院均獲數量相等的代表。隨著西邊非蓄奴國家的加入，以及把堪薩斯州轉化為蓄奴州的計畫失敗，南方政客越來越想古巴作為下一個加入聯邦的蓄奴州。如果古巴作為一個單獨的州加入聯邦，該島將派遣兩名參議員和最多九名眾議員前往華盛頓。
民主黨對於美國繼續擴張的爭論重點在於擴張速度，而非應否擴張。1848年，激進的擴張主義者和青年美國運動迅速得到關注，當年一場有關應否併吞墨西哥尤卡坦半島的辯論亦有提及併吞古巴。政治家约翰·卡德威尔·卡尔霍恩被形容為不情願的擴張主義者，強烈反對在門羅主義的基礎上再作干預，但他亦為併吞古巴一事站台，認為「為了維護美國安全，這個島不應該落入某些人的手中」，而他口中的「某些人」可能是指大英帝國。
鑑於古巴起義，美國總統詹姆斯·诺克斯·波尔克拒絕了非法侵略支持者約翰·奧沙利文的請求，並表示他相信任何對該島的收購都必須是「友好購買」。在波尔克的命令下，國務卿詹姆斯·布坎南準備報價一億美元，但西班牙外交部長回絕了這項提議，並指「西班牙寧願古巴沉入大海，亦不想將它移交給任何國家」。此後，由扎卡里·泰勒和米勒德·菲尔莫尔率領的兩屆輝格黨政府未有提及此事，而是對委內瑞拉人納西索·洛佩斯等非法侵略者採取更嚴厲的立場，例如出動軍隊攔截數支前往古巴的探險隊。然而，當富兰克林·皮尔斯於1853年上任時，便致力於併吞古巴。

## 皮雅斯政府

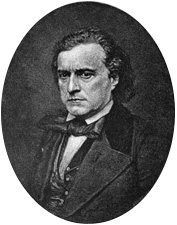
富兰克林·皮尔斯，《奧斯坦德宣言》的幕後推手

在總統就職典禮上，皮雅斯聲言：「政府政策將不會被擴張帶來的任何膽怯惡兆左右。」雖然奴隷制不是既定目標，亦沒有提到古巴，但經歷美國內戰前時期的民主黨要求北方人多加注重南方利益，所以身為民主黨人的皮雅斯贊成把古巴視作蓄奴州來併吞。為此，他任命擴張主義者在歐洲各地擔任外交官，特別是派遣直言不諱地主張併吞古巴的皮埃爾·蘇勒出任美國駐西班牙公使。皮雅斯內閣中的北方人均反對解放奴隸，例如在民主黨全國代表大會上競選總統失敗後被任命為英國公使的詹姆斯·布坎南，以及為了安撫「守舊派」而被任命為國務卿的威廉·L·馬西。
1854年3月，黑武士號輪船在從紐約市到阿拉巴馬州莫比爾的常規貿易航線上，停靠古巴哈瓦那港。然而，船隻未能提供貨物清單，古巴官員因此扣押了輪船、船員以及船上貨物。國會認為，所謂的黑武士號事件侵犯了美國人的權利；蘇勒向西班牙發出毫無價值的最後通牒，要求歸還船隻，但此舉只令雙方關係變得緊張，最後他被禁止討論收購古巴近一年。雖然此事最終和平解決，但它亦助長了南方擴張主義的氣焰。
與此同時，隨著十年間的發展，「昭昭天命」信條越趨本位化。雖然仍然有北方人認為美國應該主宰北美大陸，但大多數人反對併吞古巴，尤其是以蓄奴州身份。自1849年至1851年以來，即使謀求獨立的古巴人民給予大量支援，但南方人支持的非法侵略者（包括納西索·洛佩斯等人）推翻殖民政府屢屢失敗。另一方面，南方人亦對古巴實行的一系列改革感到擔憂，認為最終結果會廢除奴隷制。他們認為古巴會被「非洲化」，因為該處大多數人口都是奴隷，而且他們亦曾目睹前奴隸如何建立海地共和國。由於堪薩斯-內布拉斯加法案在一片爭議聲中通過，支持法案的皮雅斯因而受到廢奴主義者強烈攻擊，此時他意識到如果再支持入侵古巴，其政治地位將會岌岌可危，因此他否決入侵。在內部討論中，支持獲取古巴的人認為以國家安全的名義購買或干預是最可接受的獲得方式。

## 草擬宣言

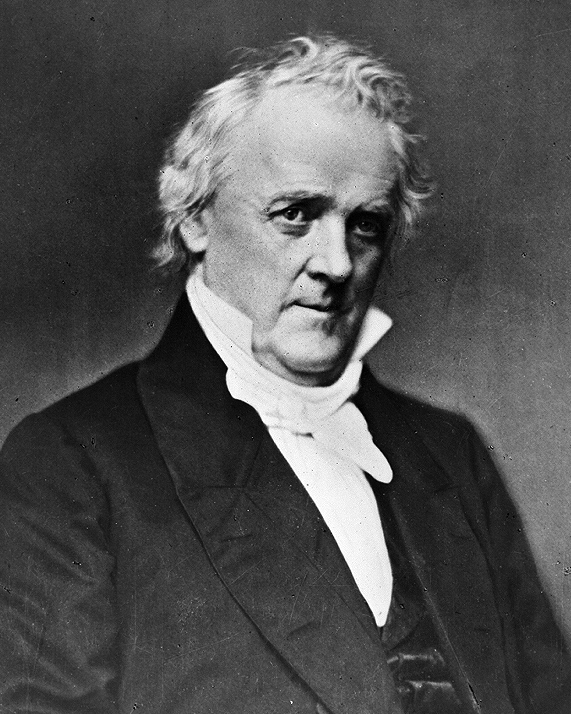
據信詹姆斯·布坎南是宣言的起草者

1854年8月，總統皮雅斯指示國務卿威廉·L·馬西，要求駐西班牙公使皮埃爾·蘇勒儘快與駐英國公使詹姆斯·布坎南和駐法國公使約翰·梅森會面，就美國古巴政策交換意見。馬西曾致函蘇勒，指示他以不多於一億三千萬美元的價格嘗試購買古巴，但如果談判失敗，「那麼你便把精力放在下一個理想目標上，就是使該島脫離西班牙的統治，並擺脫對任何歐洲國家的依賴」。歷史學家大衛·M·波特和拉爾斯·舒爾茨（Lars Schoultz）均認為馬西這番含義隱晦的說話存在相當大的歧義，塞繆爾·弗拉格·貝米斯則認為馬西可能指古巴獨立，但承認不可能知道他的真實意圖。無論如何，馬西還在6月時致信蘇萊，指政府已經放棄對古巴宣戰的想法。但是，歷史學家羅伯特·E·梅（Robert E. May）認為會議的指示相當模糊，又指自黑武士號事件以來，馬西寫給蘇萊的不少信件都反映政府的好戰立場，以至於公使們誤判了政府的意圖。
10月9日至11日，雖然三位美國外交官對會面地點略有分歧，但他們如約而至，在比利時奧斯坦德會面，然後在普魯士王國亚琛休會一週，準備會議報告。由此產生的電訊即為《奥斯坦德宣言》，當中宣稱「古巴對北美共和國的重要性不亞於任何現有成員，它自然屬於這個由各州組成的大家庭，聯盟則是天賜的托兒所」。宣言列出多項併吞原因，其中最突出的是擔心古巴在美國沒有干預的情況下，爆發與海地革命一樣的奴隸起義。宣言敦促政府切勿在古巴問題上無所作為，並警告說：
然而，如果我們容許古巴非洲化，成為第二個聖多明各（海地），並伴隨著對白人的所有恐怖，讓野火延伸到我們自己的海岸，嚴重危及或實際吞噬我們聯邦的公平結構，那麼我們就會違背我們的職責，有辱我們英勇的祖先，並對子孫後代犯下卑劣的叛國罪。
此問題主要源於西班牙傳播的種族恐懼，加劇了美國的緊張和焦慮情緒，並擔心島上的黑人起義會像野火一樣迅速蔓延到南部地區。宣言還指出：
只要古巴不入美國，聯邦就永不得安寧，亦永無可靠的安全……在我們以遠遠超出目前價值的價格向西班牙提出收購古巴，並被拒絕之後，我們便需要考慮這個問題：西班牙佔有的古巴會否嚴重危及我們的國內和平和我們所珍視的聯盟的存在？如果這個問題的答案是肯定的，那麼，根據一切人間或上天的法律，如果我們擁有力量，我們就有理由從西班牙手中奪取它。
蘇勒曾任路易斯安那州參議員，亦是青年美國運動成員，致力加強美國在加勒比地區和中美洲的影響力。他被認為是《奧斯坦德宣言》中所述政策的主要推手。據信，經驗豐富且謹慎的布坎南撰寫了這份文件，緩和了蘇勒咄咄逼人的語氣。蘇勒非常贊成將南方的影響擴大到目前國家聯盟之外。他對於「昭昭天命」的信奉使他預言美國將會「吸收整個大陸及其附屬島嶼」。梅森的維珍尼亞根基使他傾向於文件中表達情感，但他後來對自己的所作所為感到後悔。儘管布坎南有擴張主義傾向，但他的確切動機仍不清楚，有人認為他是被總統職位的願景所誘惑，而他亦正正在1856年美國總統選舉中勝出。歷史學家詹姆斯·福特·羅德斯總結時稱：「當我們考慮到這三個人的特徵時，我們幾乎無法抗拒這樣的結論，即是正如蘇勒後來暗示的那樣，他把同事纏繞在手指上。」
11月4日，馬西收到三位公使發出的《奧斯坦德宣言》。但令馬西懊惱的是，張揚的蘇勒未有保密會議內容。歐洲和美國的媒體即使不知道結果也很清楚過程，但他們當時正全神貫注於戰爭和中期選舉。美國媒體大肆報導民主黨淪為國會少數黨，社論則繼續責備皮雅斯政府的保密性。眾多媒體中，至少有一份報紙，即《紐約先驅報》，發表了與該次會議相關的報導；歷史學家查爾斯·亨利·布朗（Charles Henry Brown）認為，報導與奧斯坦德決定的真實情況如此接近，以至於總統擔心會議內容外洩，而事實可能確實如此。皮雅斯擔心證實這些謠言會產生政治影響，因此他在1854年底的国情咨文中並未承認。眾議院的反政府議員呼籲發布該文件，而文件最終在撰寫後整整四個月才公開。

## 餘波

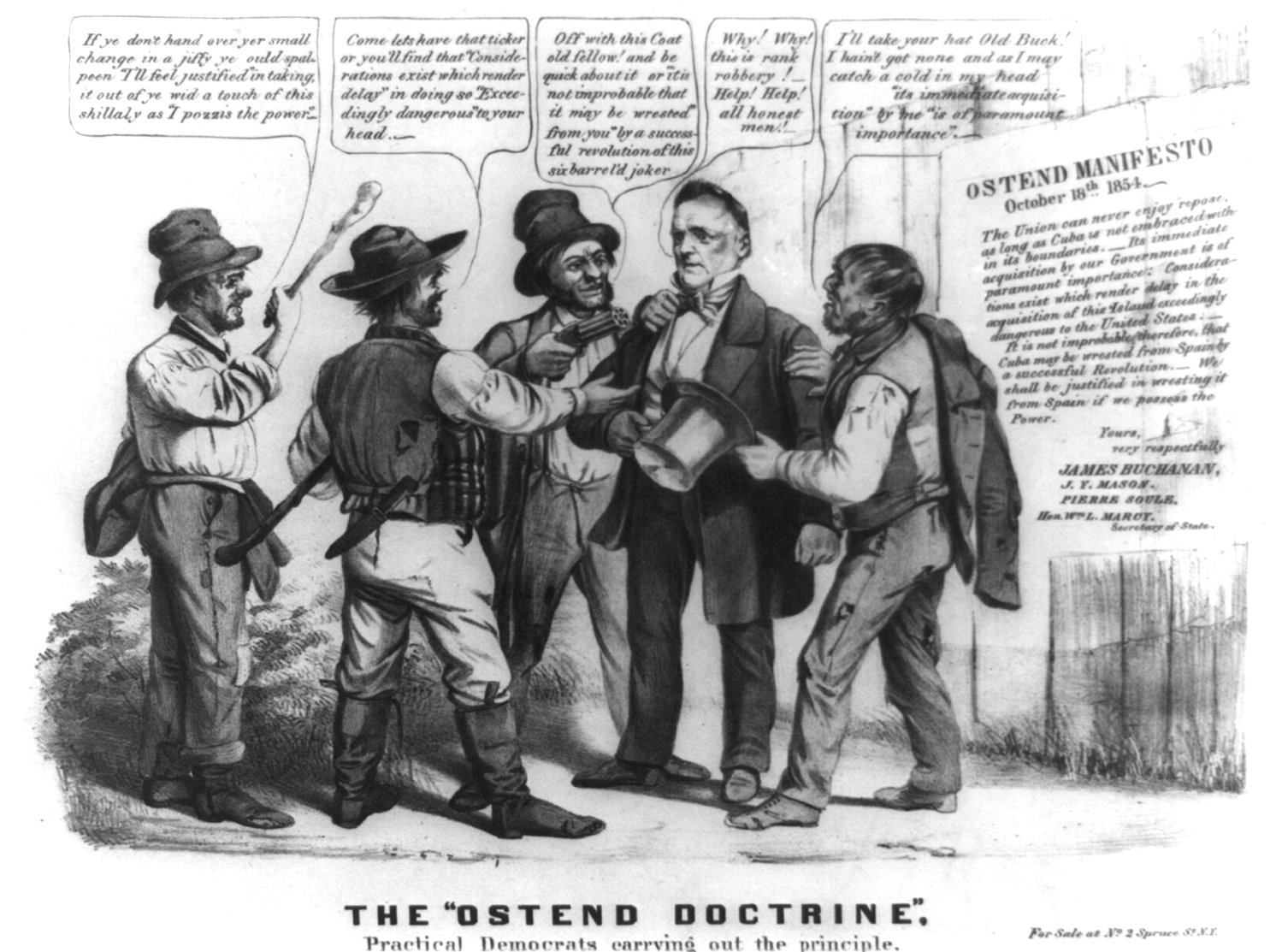
1856年政治漫畫，描繪詹姆斯·布坎南被流氓包圍的情景，流氓更以《奧斯坦德宣言》中的句子為自己的搶劫行為辯護。下面的標題是「奧斯坦德主義」

文件發表後，北方人對於南方人試圖擴大奴隸制的做法感到憤怒。當時國會通過了嚴苛的逃奴法案，此舉連同《奧斯坦德宣言》一併惹怒了反對擴大奴隸制的自由土地黨政客，他們更譴責《紐約論壇報》霍勒斯·格里利稱之為「強盜宣言」（The Manifesto of the Brigands）的文件違憲。血濺堪薩斯期間，當奴隸制的支持者和反對者爭奪該州控制權時，《奧斯坦德宣言》成為反對派的戰鬥口號。此事亦是促成共和黨的諸多因素之一，在1856年黨內舉辦的首場論壇上，這份宣言被評為遵循攔路強盜的「強權即公理」哲學。但是，併吞古巴運動直到南北战争後才完全結束。
皮雅斯政府因此事而受到不可挽回的損害。皮雅斯非常理解南方的理據，但有關《奧斯坦德宣言》的爭論卻導致民主黨分裂。在國際層面上，宣言被視為對西班牙和整個歐洲皇權的威脅，很快便遭馬德里、倫敦、巴黎政府譴責。倫敦《泰晤士報》亦指美國外交「習慣性地通過秘密手段來追求不光彩的事物」。1854年11月18日，馬西尖銳地告訴蘇勒，自己沒有將公使發出的文件解讀為鼓吹奪取古巴，並指示蘇勒不要再嘗試購買古巴。為了保持政府僅餘的有利關係，馬西勒令蘇勒停止討論收購古巴一事，而蘇勒亦在不久後辭職。宣言帶來的強烈反應迫使皮雅斯放棄擴張計劃。宣言亦被形容為南方利益集團意圖維持奴隸制的工具，是一連串「無端衝突……代價大於價值」行為的部分。
詹姆斯·布坎南於1856年輕鬆當選總統。儘管他仍然致力於併吞古巴，但受到民眾反對和日益加劇的地區衝突所阻礙。直到南北戰爭結束後30年，所謂的古巴問題才再次成為全國矚目的焦點。

## 另見
- 併吞聖多明各（英语：Annexation of Santo Domingo）
- 古巴－美國關係
- 金環 (擬議國家)（英语：Knights of the Golden Circle）
- 西班牙－美國關係

## 備註
1. ↑  1850年，古巴共有651,223名白人和有色人種自由民，以及322,519名奴隸[10]。根據五分之三妥協，即使奴隸沒有投票權亦非公民，但在分配眾議院成員時，每個蓄奴州的實際奴隸人口將會乘以五分之三。因此，古巴人口將被視為844,734人。1850年人口普查後，眾議員與選民的比例為1:93,425，這將令古巴擁有九名代表。
2. ↑  「守舊派」泛指民主黨內贊成緩慢、謹慎擴張的派系[17]。
3. ↑  非法侵略者的行為違反了美國的中立法，但皮雅斯政府未有像之前由輝格黨控制的政府一樣嚴厲地起訴他們。擴張主義者和古巴獨立支持者均希望該島能脫離西班牙統治。納西索·洛佩斯更認為美國政黨之間的競爭將阻止它吞併古巴，並為古巴獨立掃清障礙。[21]
4. ↑  為了保全國家完整避免分裂，美國國會通過了1850年妥協案，當中包括制定更為嚴苛的緝捕逃奴法律（即1850年逃奴法案），要求自由州的官員和公民必須合作，把被捕的逃奴歸還給奴隸主。[48]